# 松比良直樹
松比良 直樹（まつひら なおき、1963年（昭和38年）4月13日 - ）は、日本の音楽プロデューサー・作詞家・作曲家・ナレーター。本名同じ。ルーディミッドナイトランナーズのボーカル。熊本県熊本市出身。血液型A型。ウィルブロス代表。

## 来歴
1979年（昭和54年）、theFUSSを結成。すぐに熊本や博多80sファクトリー等でライヴを行う。上下関係もあって九州を離れ名古屋での音楽活動を開始。名古屋では知り合いが全く無かったため所かまわず次々にバンドに声をかけ、地下鉄の車中で現写真家の野口貴司のバンドWILDRATSに声をかけライブハウスE.L.Lを紹介され出演することとなる。その後、ギターの大西ツルに声をかけD－MORALを結成。ライブハウスの動員を増やすため出たコンテストが次々グランプリを獲得。ヤマハミッドランド、CBS・ソニーSDオーディション、コカ・コーラ・フレッシュサウンズコンテストでベストボーカル賞を受賞。その後、CBS・ソニーと契約を交わすが破談。東京でのライヴがきっかけとなりビーイングの長戸大幸からスカウトされ長岡成貢と出会う。その後、NHKヤングミュージックフェスティバルに出場し中部地区代表となり審査委員長の井上堯之に発掘される。その後、音楽事務所キティアーティストと仮契約を交わし上京。活動拠点を東京の新宿LOFTに移す。事務所側とレコード会社側で折合いが付かず事務所を離れ、個人事務所PowerVoiceを設立。プロデューサーにケーシー・ランキンを迎えデモテープ制作。その後、EPIC・ソニーから声がかかるがソロの条件のため断念。最終的にBMGビクターからメジャー・デビュー。1stアルバム制作するため渡英。レコーディングをマスター・ロック・スタジオで行う。プロデュースは江蔵浩一。1997年に一時バンド活動を休止。野島健太郎とBUTTERFLYを結成、新宿LOFTを中心に活動開始。2010年にレーベルnine Recordsを立ち上げテクノやオルタナティヴ・ロック系の若手バンドも手がける。

## ディスコグラフィ

### シングル
1. Hallo Happy Days（1992年11月21日）
2. FASHION(in the power)（1992年11月21日）
3. 明日へのONE MORE TRY（1993年7月21日）
4. Hey shalala（1993年7月21日）
5. ラフレシア（1994年2月21日）
6. Easy Come Easy Go（1995年2月10日）
7. Monday Morning（1995年5月13日）
8. eat eat eat（1995年11月11日）
9. カサノヴァの誹謗（1996年6月10日）
10. 蝉（1996年6月10日）
11. 月の仕業（1996年6月10日）
12. スーツケースブルース（1996年6月10日）カバー
13. S.O.S（1997年10月21日）
14. 風が吹く（1997年10月21日）
15. No Rules（1997年10月21日）
16. チャンネルサーフィンTVキッズ（1997年10月21日）

### アルバム
1. psyco drops（1993年2月24日）
2. No Rules（1997年10月21日）

## 書籍・掲載

### 雑誌
- 別冊宝島 ROCK FILE 1988年9月
- ARENA37℃（音楽専科社） - インタビュー 1993年2月号
- GAMSELECT（主婦の友社） 1994年創刊号

## 出演

### テレビ番組
音楽
- MUSIC FELLOW in nagoya（中京テレビ）
- 5時SATマガジン（中京テレビ）
- ラジオDEごめん（中京テレビ）
- ミュージックコール12・12（テレビ東京）

ドラマ
- わたしのベビーフェイス（1992年、日本テレビ） - 出演：富田靖子・柴俊夫・ 中野良子